# Dido-Film
Die Dido-Film GmbH, auch Deutsche Industrie- und Dokumentarfilm GmbH, war eine deutsche Produktionsfirma mit dem Schwerpunkt auf Industriefilmen. Sie gehörte zu einer Reihe von in Düsseldorf ansässigen Firmen, die für die rheinisch-westfälische Montanindustrie tätig war. Gründer war Hans Joachim Ruths, der die Dido, zusammen mit Hans-Hermann Schmohl als Mitgesellschafter, 1953 als ursprünglichen Teil der Wochenschau Blick in die Welt in die Eigenständigkeit führte und sie bis zu seinem Tod 1968 zu einem der größten Produzenten für Industriefilme entwickelte. Zuvor war Ruths Leiter der Abteilung Industriefilm bei Blick in die Welt gewesen. Um das Jahr 1960 herum entstanden jedes Jahr rund 10 Filme. Nach Ruths’ Tod verlor die Firma an Bedeutung, blieb aber bis in die 1980er Jahre hinein aktiv. Ein Schwerpunkt lag auf der Arbeit für Thyssen.
Bei der Oscarverleihung 1962 war die Dido für Kahl gemeinsam mit Haro Senft für den Oscar nominiert.